# Lisa Rado
Lisa Rado (6. Januar 1892 in Ungarn – 23. Januar 1928 in Frankfurt am Main) war eine ungarische Theaterschauspielerin und Sängerin.

## Leben

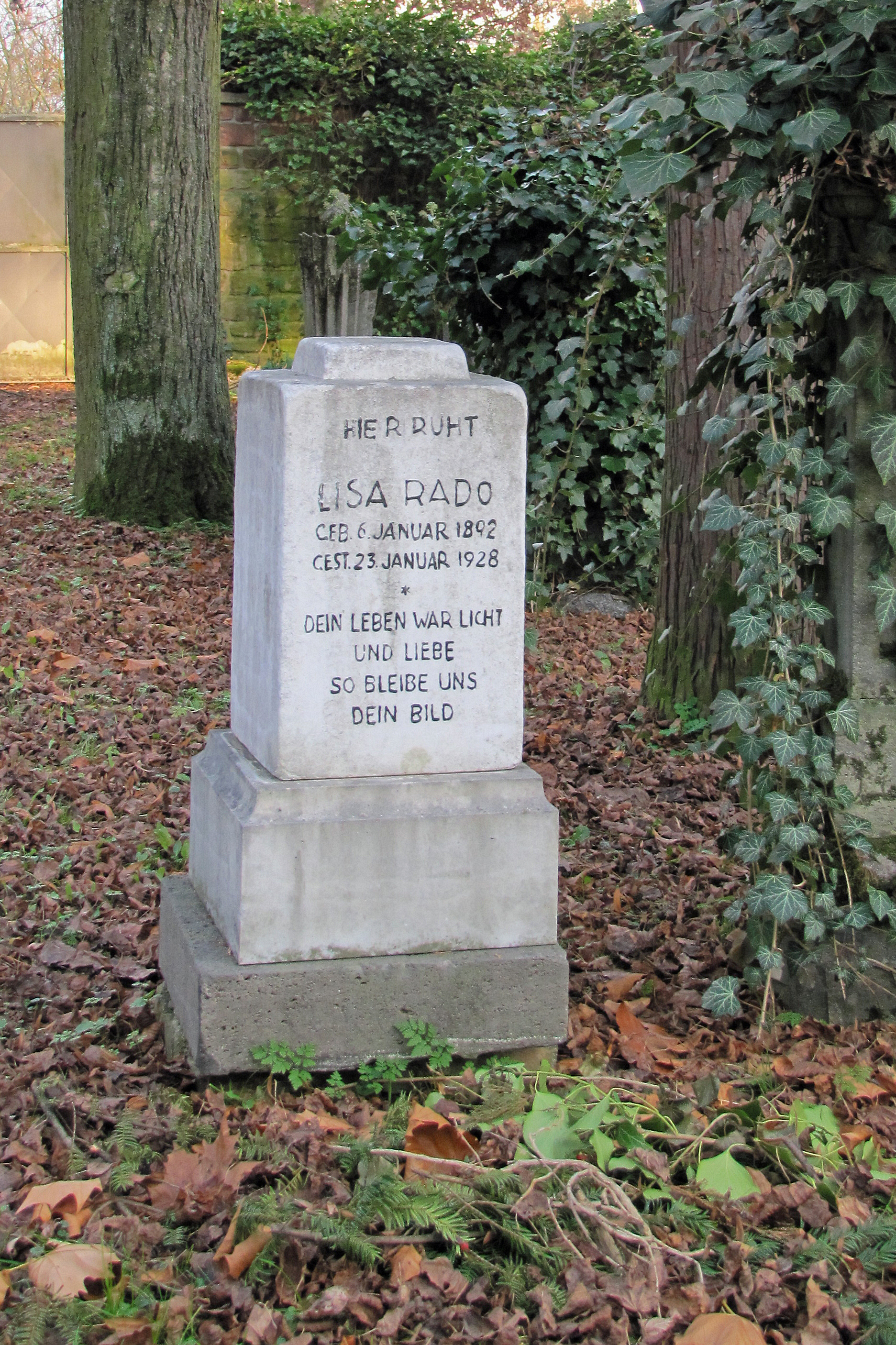
Grabstein Lisa Rado

Rado, die vom Burgtheater 1924 nach Frankfurt ans Neue Operettentheater gekommen war, wirkte dort bis zu ihrem unerwarteten Tod. Sie starb infolge eines Herzschlags, noch am Tag vor ihrem Tod stand sie als „Komtesse“ in der Operette Die goldene Meisterin auf der Bühne.
Hauptpartien waren die „Franzi“ im Walzertraum, „Stasi“ in der Czardasfürstin, „Mabel“ in der Zirkusprinzessin und die Titelrollen in Olly-Polly, Riquette, Dolly, Mudy usw. Sie war in Frankfurt sehr beliebt.